# Hoya blashernaezii
Hoya blashernaezii är en oleanderväxtart. Hoya blashernaezii ingår i släktet Hoya och familjen oleanderväxter.

## Underarter
Arten delas in i följande underarter:
- H. b. blashernaezii
- H. b. siariae